# Dead Alone
Dead Alone est un groupe de death metal allemand, originaire de Miesbach.

## Biographie
Dead Alone se forme en 2004 à Miesbach. Sa première démo, Inhumanity From Inside, sort en 2005. En 2006, Slivering Marrow, le premier album, enregistré à Mediabase Studios sous la direction de Jürgen Plangger (A Life Divided, Eisbrecher), paraît. L'EP Phobia est enregistré encore à Mediabase Studios et sort en 2008.
Le groupe change de membres avant et après cet EP. Le deuxième album, Vitium, vient en 2010. En 2012, Dead Alone signe avec le label Supreme Chaos Records pour faire paraître son troisième album, Ad Infinitum, qui comprend une invitation de Mick du groupe Destinity.
Le groupe joue dans des festivals comme Metalfest en 2011 ou Extremefest en 2012. Il joue aussi en compagnie de Vader, Agrypnie, Der Weg einer Freiheit, Heretoir, Omnium Gatherum, Mercenary, et Belphegor. En 2014, le groupe commence à enregistrer son quatrième album Nemesis. La batterie est enregistrée à Athènes sous la direction de Fotis Benardo (ancien membre de Septicflesh). Les autres parties se font, comme pour Ad Infinitum au Grotesque Studio à Munich. Pour le titre The Awakening, Christos Antoniou (Septicflesh) signe l'arrangement de l'orchestre. En décembre 2014, le batteur Sebastian Bichler quitte le groupe.

## Discographie
- 2005 : Inhumanity from Inside (démo)
- 2006 : Slivering Marrow (album)
- 2008 : Phobia (EP)
- 2010 : Vitium (album)
- 2012 : Ad Infinitum (album, Supreme Chaos Records)
- 2014 : Nemesis (album, Supreme Chaos Records)